# 吴生敏
吴生敏（1922年—1984年1月9日），男，河南新县人，中华人民共和国政治人物，曾任云南省人民政府副省长，云南省人大常委会副主任。